# Рајко Рађеновић
Рајко Рађеновић (Босански Осредци, 10. април 1941 — Београд, 22. фебруар 2022) био је југословенски и српски правник и обавештајац, припадник Службе државне безбедности (СДБ), у којој је провео 26 година, ангажован на пословима обезбеђења одређених личности, делегација и објеката.

## Биографија
Рођен је 10. априла 1941. године у Босанским Осредцима, током окупације Краљевине Југославије, од оца Душана и мајке Ковиљке Рађеновић. Након завршеног основног и средњег школовања, служио је војни рок у Зрењанину и Дравограду и студирао је право на Правном факултету у Београду. Дипломирао је на правосудном смеру и у септембру 1965. године ступио на рад у редове Управе државне безбедности (УДБ). Током свог рада у Државној безбедности, до маја 1991. године, Рађеновић је завршио и више специјалистичких курсева у Институту безбедности на Бањици, завршио је курс за руководиоце ратних организационих јединица Службе државне безбедности и виши курс општенародне одбране и друштвене самозаштите (ОНО и ДСЗ) Школе народне одбране (данас Школа националне одбране) Југословенске народне армије (ЈНА).
Након Четвртог пленума ЦК СКЈ, јула 1966. године, и смене Александра Ранковића, Управа државне безбедности је реорганизована у Службу државне безбедности (СДБ), у којој Рађеновић остаје као млади кадар. Напредовао је кроз чинове инспектора, главног инспектора и помоћника начелника управе, те био одговоран за организацију и реализацију више од 150 оперативних акција на савезном нивоу по првом степену, укључујући ту и обезбеђивање већег броја шефова иностраних делегација, влада, и десетине међународних конференција и скупова.
Као припрадник Савезне службе Државне безбедности, Рађеновић је учествовао и у активностима везаним за безбедност југословенских спортиста на великим такмичењима, као што су Светско првенство у фудбалу 1982. у Шпанији, Летње олимпијске игре 1976. у Монтреалу, затим 1984. у Лос Анђелесу и Сеулу, 1988. године, као и током већег броја европских и светских шампионата у разним спортовима који су одржани у СФР Југославији.
Захваљујући свом професионалном искуству, Рађеновић је учествовао у обучавању великог броја иностраних оперативаца из Европе, Азије и Африке.
Умро је 22. фебруара 2022. године у Београду. Сахрањен је на Новом бежанијском гробљу у Београду.

## Књиге и одликовања
Рађеновић је написао неколико књига које покривају област безбедности и заштите објеката и личности. Објавио је:
- „Обезбеђење и безбедносна заштита одређених личности и објеката”, Београд, 1995.
- „Безбедносна заштита лица и објеката”, Београд, (2003, 2015).
- „Приручник за обуку и проверу знања у безбедном руковању ватреним оружјем”, Београд, 2006. (коауторство са Обрадом Динићем и Ненадом Петковићем)
- „Атентати на Тита : митови или истина”, Београд, 2019.[2]

Током своје службе у Служби државне безбедности, одликован је — Орденом рада са златним венцем, Орденом рада са сребрним венцем и Плакетом безбедности Савезног извршног већа (СИВ).